# Framont
Framont és un municipi francès situat al departament de l'Alt Saona i a la regió de Borgonya - Franc Comtat. L'any 2007 tenia 192 habitants.

## Demografia

### Població
El 2007 la població de fet de Framont era de 192 persones. Hi havia 78 famílies, de les quals 20 eren unipersonals (8 homes vivint sols i 12 dones vivint soles), 31 parelles sense fills i 27 parelles amb fills.
La població ha evolucionat segons el següent gràfic:
Habitants censats

### Habitatges
El 2007 hi havia 102 habitatges, 82 eren l'habitatge principal de la família, 11 eren segones residències i 8 estaven desocupats. 99 eren cases i 3 eren apartaments. Dels 82 habitatges principals, 72 estaven ocupats pels seus propietaris i 10 estaven llogats i ocupats pels llogaters; 1 tenia dues cambres, 7 en tenien tres, 20 en tenien quatre i 55 en tenien cinc o més. 65 habitatges disposaven pel capbaix d'una plaça de pàrquing. A 31 habitatges hi havia un automòbil i a 44 n'hi havia dos o més.

### Piràmide de població
La piràmide de població per edats i sexe el 2009 era:
| Homes | Edats   | Dones |
| ----- | ------- | ----- |
| 0     | 95 o +  | 0     |
| 0     | 90 a 94 | 8     |
| 8     | 85 a 89 | 0     |
| 0     | 80 a 84 | 0     |
| 4     | 75 a 79 | 4     |
| 12    | 70 a 74 | 0     |
| 4     | 65 a 69 | 8     |
| 8     | 60 a 64 | 8     |
| 4     | 55 a 59 | 0     |
| 4     | 50 a 54 | 8     |
| 4     | 45 a 49 | 0     |
| 8     | 40 a 44 | 16    |
| 4     | 35 a 39 | 0     |
| 8     | 30 a 34 | 0     |
| 16    | 25 a 29 | 20    |
| 4     | 20 a 24 | 0     |
| 8     | 15 a 19 | 8     |
| 16    | 10 a 14 | 0     |
| 8     | 5 a 9   | 8     |
| 4     | 0 a 4   | 4     |

## Economia
El 2007 la població en edat de treballar era de 108 persones, 82 eren actives i 26 eren inactives. De les 82 persones actives 78 estaven ocupades (46 homes i 32 dones) i 4 estaven aturades (2 homes i 2 dones). De les 26 persones inactives 6 estaven jubilades, 7 estaven estudiant i 13 estaven classificades com a «altres inactius».

### Ingressos
El 2009 a Framont hi havia 82 unitats fiscals que integraven 187 persones, la mediana anual d'ingressos fiscals per persona era de 15.817 €.

### Activitats econòmiques
Dels 6 establiments que hi havia el 2007, 1 era d'una empresa alimentària, 3 d'empreses de transport i 2 d'empreses de serveis.
L'any 2000 a Framont hi havia 8 explotacions agrícoles.

## Poblacions més properes
El següent diagrama mostra les poblacions més properes.